# Enrique García (futbolista)
Enrique García, conegut com a Chueco García, (Santa Fe, 20 de novembre de 1912 - Santa Fe, 23 d'agost de 1969) fou un futbolista argentí de la dècada de 1930.
Destacà futbolísticament als clubs Rosario Central i Racing Club de Avellaneda. Disputà 233 partit per "La Academia" entre 1936 i 1944, marcant 78 gols.
També jugà 35 partits amb la selecció argentina entre 1935 i 1943. Disputà la Copa Amèrica dels anys 1937 i 1941, on fou campió, i 1942.

## Palmarès
Argentina
- Copa Amèrica de futbol: 1937, 1941

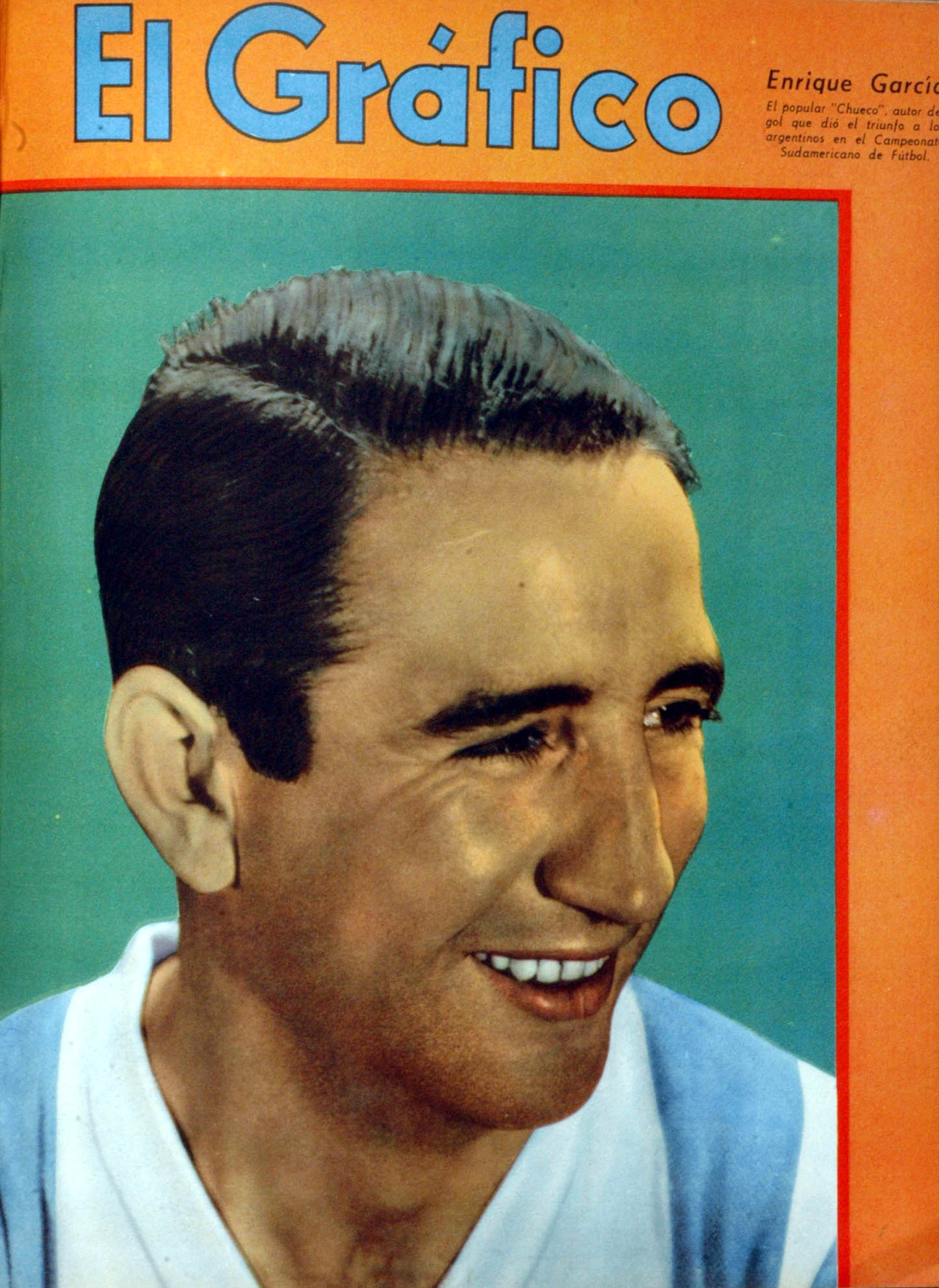
Enrique García amb la selecció Argentina.